# Georg Salner

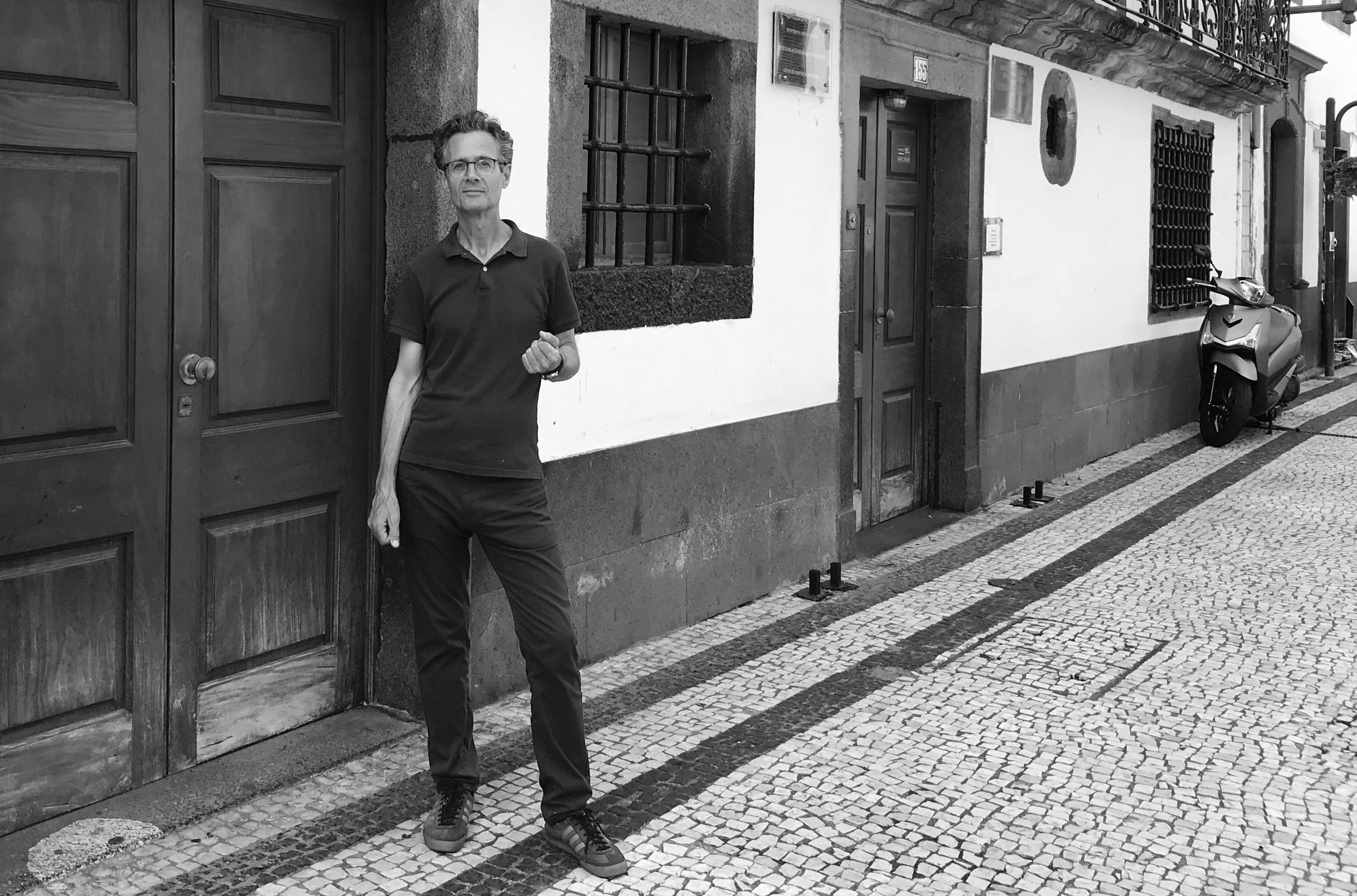
Georg Salner

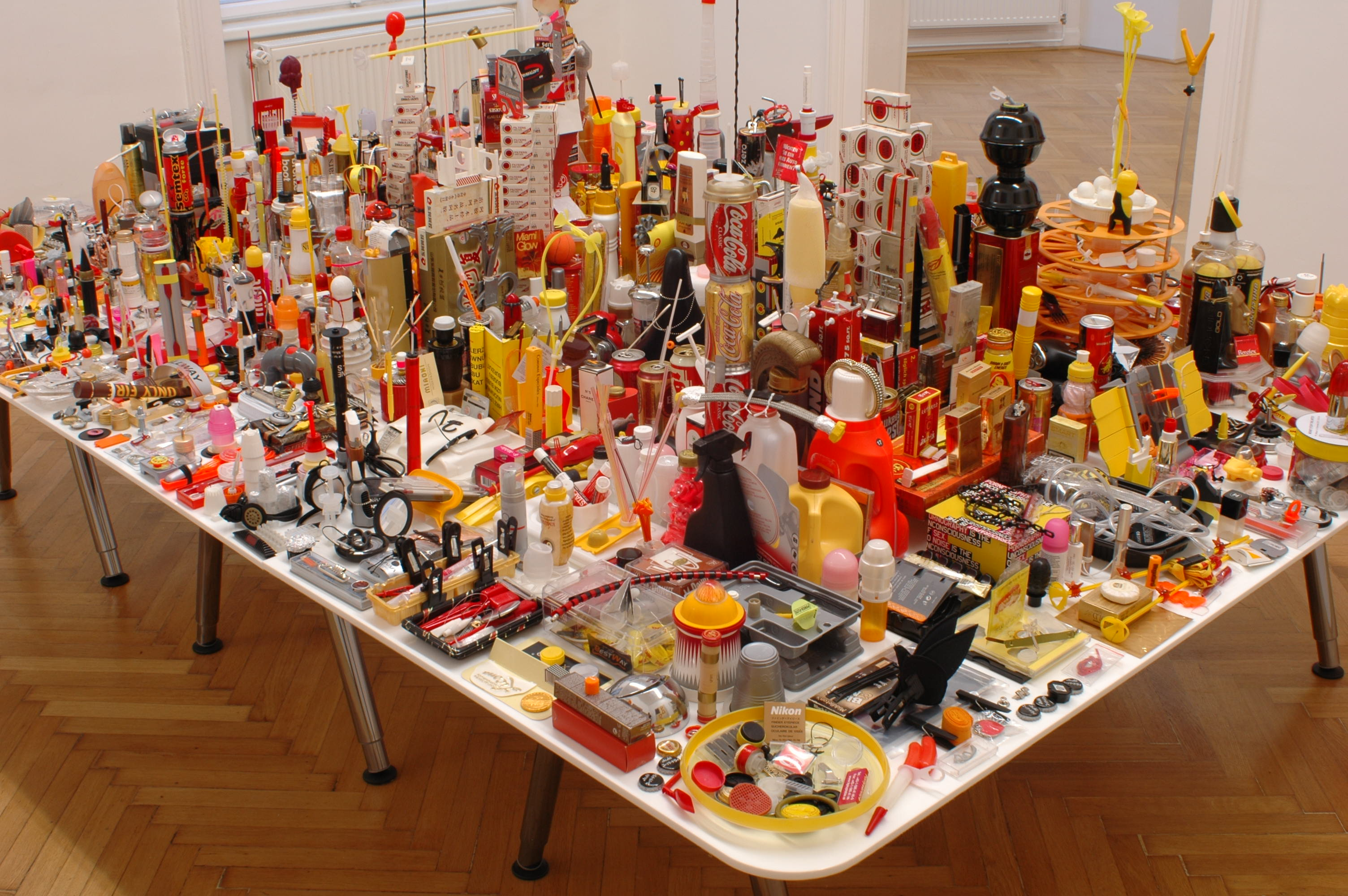
E/O/S, Version Galerie Strickner, Wien, mixed media, 200 × 300 cm, 2009

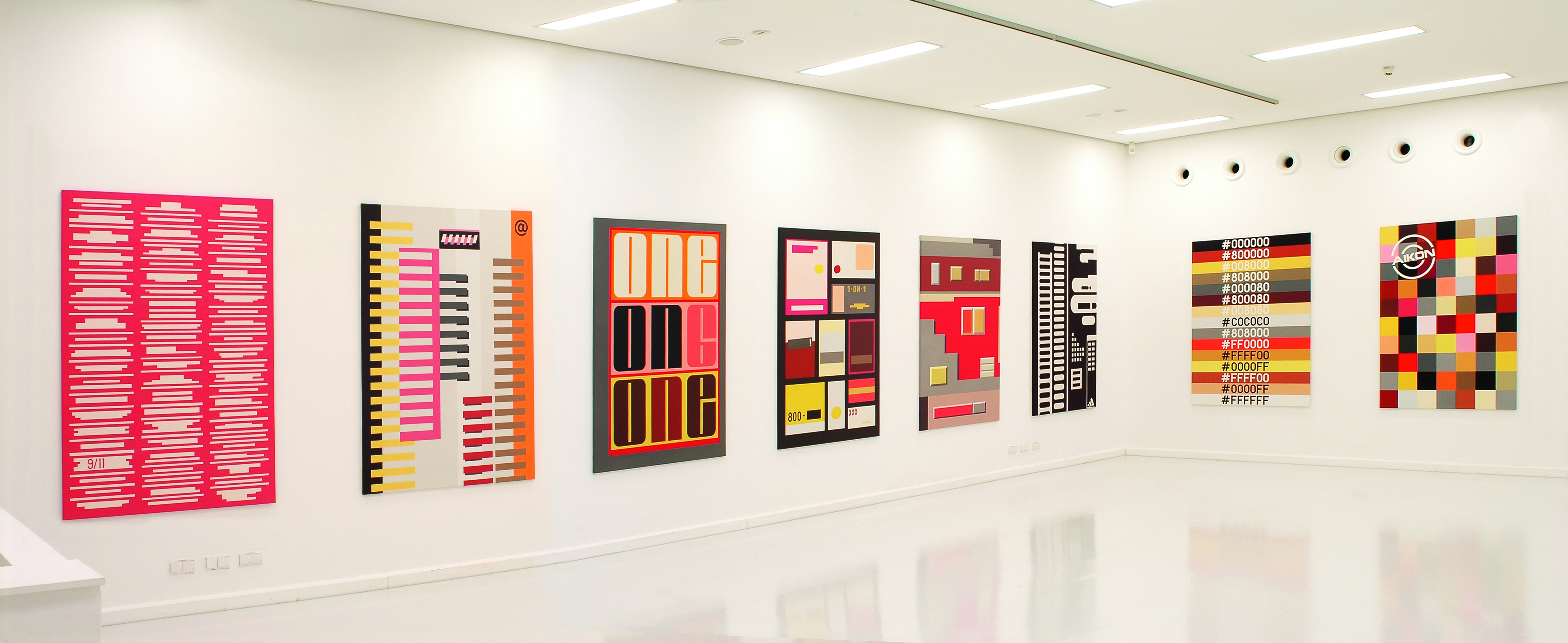
Einzelausstellung „multiple identität“, acht Bilder aus der 36-teiligen Serie von Ölbildern typo.log 36 EXP, Tiroler Landesmuseum Ferdinandeum 2012/13

Georg Salner (* 16. Mai 1958 in Galtür, Tirol) ist ein österreichischer bildender Künstler. Er lebt und arbeitet in Wien.

## Leben und Werk
Georg Salner wuchs als drittes von sieben Kindern in Galtür auf. Die Eltern waren Christina (1927–1975) und Josef Salner (1920–2012). In die Jahre von 1968 bis 1976 fiel die Internatszeit am humanistischen Gymnasium Paulinum in Schwaz mit Förderung der künstlerischen Begabung und Reifeprüfung (Schwerpunkt antike Sprachen und Kunst). Von 1977 bis 1982 besuchte er die Meisterklasse für Grafik an der Akademie der bildenden Künste in Wien bei Maximilian Melcher. Seine Spezialisierungen dort waren Miniatur-Radierung und Zeichnung. Zeitgleich mit ihm studierten die Brüder Luis und Arthur an der Akademie, später auch die Schwester Wally Salner. Während der Studienzeit unternahm er zwei große Überlandreisen, u. a. nach Afghanistan, Indien und in verschiedene Himalayaregionen (1978/79). Ein fünfmonatiger gemeinsamer Aufenthalt in Nepal und Indien 1983/84 stand am Anfang der Lebensgemeinschaft mit seiner Frau. Die gemeinsame Tochter wurde 1985 geboren.
Früh wurden Fachleute auf ihn aufmerksam, darunter Walter Koschatzky, langjähriger Direktor der Albertina, der Kunsthistoriker Kristian Sotriffer und Peter Baum, der ihm 1991 auch seine erste Museumseinzelausstellung im Wolfgang-Gurlitt-Museum, der Neuen Galerie der Stadt Linz (später Lentos Kunstmuseum Linz) ausrichtete. Im Atelier entstanden ab 1984 die ersten Tafelbildserien in Kasein auf Leinwand, ab 1988 die Serie hemispheres auf Aluminium. 1990 wurde ihm ein sechsjähriges staatliches Atelierstipendium zugesprochen und auch dadurch eine nachhaltige Präsenz in der österreichischen Gegenwartskunst ermöglicht. Seine Ateliernachbarn in den österreichischen Bundesateliers der Heller-Fabrik waren u. a. Franz Graf, Walter Vopava und Martin Beck.
Im sehr divers und konzeptuell angelegten, an unterschiedlichsten Ausprägungen von Design (Kommunikationsdesign) orientierten Werk Georg Salners ergänzen sich Arbeiten auf Papier, Tafelbild-Serien in unterschiedlichen Produktionsweisen bzw. objekthaften Abwandlungen, Objektinstallationen (vor allem das sich seit 1990 ständig erweiternde Sammlungskonstrukt aus industriellen Materialien) – die Tisch-Installation E/O/S und Architektur-Interventionen mit Bild-Texten. Darüber hinaus charakterisieren fotografische Projekte, vielfach auch im außereuropäischen Ausland (Indien, Brasilien, China) verwirklicht, mit Schwerpunkt „Architektur und Bauen“ das bildnerische Schaffen.

## Projektauswahl
- 1998 erarbeitete Georg Salner für das MAK – Museum für angewandte Kunst Wien unter der Direktion von Peter Noever (im Rahmen einer Einzelausstellung in der MAK-Galerie) die komplexe Rauminstallation SU.SY.[1]
- 1999 entstand für die Wiener U-Bahn in der U3-Station Hütteldorfer Straße ein Kunst-am-Bau-Projekt – die 40 Meter lange Wandgestaltung U-Bau-Alphabet.[2]
- 2003 realisierte er für die Kunsthalle Wien eine vielteilige Lichtbilder-Installation an der project wall (E/O/S gated community).[3]
- 2004 wurde die im Museum für angewandte Kunst Wien (MAK) gezeigte großflächige Wandgestaltung Metallon aus SU.SY im Foyer der Halle D der Wiener Messe (Architekten Gerhard Mossburger und Gustav Peichl) dauerhaft neu installiert.[4]
- 2012/13 fand am Tiroler Landesmuseum Ferdinandeum eine Einzelausstellung mit dem Titel multiple identität statt.[5]

## Anerkennungen (Auswahl)
- 1984: Staatsstipendium für bildende Kunst
- 1985: 1. Preis beim 5. Römerquelle-Kunstwettbewerb
- 1990–1996: Bundesatelier Davidgasse (Heller-Fabrik)
- 1993: Preis des Landes Oberösterreich, 23. Österreichischer Grafikwettbewerb
- 1999: Auslandsstipendium der Kunstsektion des österreichischen Bundeskanzleramts – Rom
- 2001: Preis der Raiffeisen Landesbank Tirol, 27. Österreichischer Grafikwettbewerb[6]
- 2016: Auslandsstipendium der Kunstsektion des österreichischen Bundeskanzleramts – Peking

## Publikationen
- SQUARE TERMS, Die Eins- und Nullform eines schwarzen Quadrats, Künstlerbuch, Georg Salner (Hr., Grafik), Wien, 1997, Texte: Georg Salner (in Zusammenarbeit mit Portfolio Kunst AG)
- SU.SY, Ausstellungskatalog, Museum für Angewandte Kunst, Wien, 1998 (Peter Noever, Hr.), Texte: Georg Salner, Vitus H. Weh, Burghart Schmidt, ISBN 3-900688-38-9
- DAS GOLDALPHABET, Künstlerbuch, Triton Verlag Wien, 2003, Texte: Wolfgang Kos, Hannes Berger, Georg Salner, ISBN 978-3-85486-095-2
- m u l t i p l e i d e n t i t ä t, Ausstellungskatalog, Tiroler Landesmuseum Ferdinandeum 2012 (Wolfgang Meighörner Hr.), Texte: Günther Dankl, Martin Fritz, Georg Salner, ISBN 978-3-900083-37-3
- CHANDIGARH BRASILIA reVision, Eine biografisch-künstlerische Exkursion in Schwarz-Weiß, Fotobuch, Fotohof Salzburg, 2016, Text: Georg Salner (d/e), ISBN 978-3-902993-24-3